# Уругвайский испанский
Уругвайский диалект испанского языка (исп. español uruguayo, исп. castellano uruguayo) — один из южноамериканских диалектов испанского языка, подвид риоплатского диалекта (исп. español rioplatense). Распространён в Уругвае. Весьма близок к диалекту Буэнос-Айреса, хотя между ними существует ряд различий в лексике и фонетике.

## Черты диалекта

### Заимствованная лексика и влияние
В подварианте города Роча присутствует небольшое влияние бразильского португальского. В уругвайских городах Ривера и Артигас на границе с Бразилией существует смешанное португало-испанское наречие, известное как портуньол — аналогичное явление наблюдается в аргентино-бразильском приграничье.
Влияние индейских языков на уругвайский диалект мало. Языки индейских племён чарруа, минуан, чана, боан, геноа и гуарани в Уругвае исчезли почти бесследно, слова этих языков остались только в названиях ряда топонимов и автохтонных представителей растительного и животного мира.
Влияние европейских языков на уругвайский диалект, напротив, весьма значительно. Оно связано с массовой иммиграцией в страну в XX веке неиспаноговорящих европейцев. Особенно заметно влияние итальянского и языков и диалектов испанских провинций. Укоренился ряд галлицизмов (liceo, bulevar, chofer), которые не столь обычны для других стран региона. Итальянские заимствования широко используются в гастрономической и музыкальной тематике.

### Местоимение «ты»
В Монтевидео, прилегающих районах и всей южной зоне Уругвая, также как в диалекте Буэнос-Айреса, не используется классическое кастильское «tú» (ты). Вместо него используется местоимение «vos», причём при его использовании глагол также спрягается в необычной для классического кастильского форме — «vos tenés» (ты имеешь, у тебя есть) вместо кастильского «tú tienes». В некоторых случаях используется «tú», но глагол стоит в форме, соответствующей «vos» — «tú tenés».
В приграничной с Бразилией зоне департамента Роча и в некоторых регионах департаментов Мальдонадо и Лавальеха, напротив, распространено употребление местоимения «tú», что предположительно связано с тем, что население этих регионов восходит к переселенцам из Кастилии. Другая теория утверждает, что речь здесь идёт о влиянии диалекта бразильского португальского, употребляемого в соседней бразильской провинции Риу-Гранди-ду-Сул. Диалект этой провинции архаичен и в нём употребляется «tú», тогда как слово «você» (аналог «vos») нормативно в современном португальском.

### Интонация
Одно из самых заметных отличий уругвайского диалекта от диалекта Буэнос-Айреса — отсутствие картины строго ритмической интонации, вызванной частым слиянием гласных в дифтонги.